# Martin Vangeneugden
Martin Vangeneugden (Wiemesmeer, 21 januari 1932 – Genk, 8 juli 2014) was een Belgisch wielrenner. Hij gold als een renner met inhoud en een goed eindschot.
Zijn eerste belangrijke overwinning was die als Belgisch kampioen bij de amateurs, op de weg, in 1950. Vangeneugden fietste in zijn carrière zes ritzeges in de Ronde van Frankrijk bij elkaar: in 1953 (6de etappe), 1958 (6de en 12de rit), 1960 (9de en 14de rit) en 1961 (18de etappe).
In 1953 won Vangeneugden, nog als onafhankelijke, de klassieker Parijs-Valenciennes. In 1954 won hij een etappe in de Dauphiné Libéré. Naar het einde van zijn carrière toe, boekte hij nog vier ritzeges in de Ronde van Duitsland (1962). Zijn laatste overwinning behaalde hij een jaar later in de Ronde van Sardinië.
Hij overleed op 82-jarige leeftijd toen hij op televisie naar de Tour de France keek en een hersenbloeding hem fataal werd. Hij kreeg een eredienst en stelde zijn lichaam beschikbaar aan de wetenschap.

## Belangrijkste overwinningen
1950
- Belgisch kampioenschap op de weg, amateurs

1953
- Omloop van de Fruitstreek[2]
- Parijs-Valenciennes
- 6e etappe Tour de France
- etappe Omloop der Zes Provincies

1954
- 4e etappe Dauphiné Libéré

1957
- Hoegaarden-Antwerpen-Hoegaarden

1958
- 6e etappe Tour de France
- 12e etappe Tour de France
- G.P. Fichtel & Sachs
- Omloop van Midden-België

1960
- 9e etappe Tour de France
- 14e etappe Tour de France
- Omloop van de Fruitstreek
- Omloop van Limburg

1961
- Omloop van de Fruitstreek
- Ronde van Limburg
- 18e etappe Tour de France
- 7e etappe Ronde van Duitsland

1962
- 1e etappe Dwars door België
- Eindklassement Dwars door België
- 1e etappe Ronde van Duitsland
- 5e etappe Ronde van Duitsland
- 7e etappe Ronde van Duitsland
- 4e etappe Ronde van Romandië

1963
- 3e etappe Ronde van Sardinië
- Brussel-Nandrin (Ronde van de Condroz)

## Belangrijkste ereplaatsen
1953
- 2e De Driezustersteden

1954
- 4e Waalse Pijl
- 2e Parijs-Limoges

1956
- 2e De Driezustersteden

1957
- 4e Luik-Bastenaken-Luik
- 5e Bordeaux-Parijs
- 3e Parijs-Limoges

1962
- 3e Parijs-Brussel
- 5e Waalse Pijl

## Resultaten in voornaamste wedstrijden
| Jaar | Ronde van Italië | Ronde van Frankrijk | Ronde van Spanje |
| ---- | ---------------- | ------------------- | ---------------- |
| 1953 |                  | 34e (1)             |                  |
| 1954 |                  |                     |                  |
| 1955 |                  |                     |                  |
| 1956 |                  |                     |                  |
| 1957 |                  | opgave              |                  |
| 1958 |                  | 27e (2)             |                  |
| 1959 | opgave           | 53e                 |                  |
| 1960 |                  | opgave (2)          |                  |
| 1961 | opgave           | 61e (1)             |                  |
| 1962 | opgave           |                     |                  |
| 1963 |                  | 56e                 | 46e              |

| Jaar | Milaan-San Remo | Gent-Wevelgem | Ronde van Vlaanderen | Parijs-Roubaix | Luik-Bast.‑Luik | Ronde van Lombardije | Parijs-Brussel | Parijs-Tours | Omloop Het Volk |  | WK op de weg |
| ---- | --------------- | ------------- | -------------------- | -------------- | --------------- | -------------------- | -------------- | ------------ | --------------- |  | ------------ |
| 1953 |                 |               |                      |                |                 |                      |                |              |                 |  | 11e          |
| 1954 |                 |               |                      | 80e            |                 |                      |                |              |                 |  |              |
| 1955 |                 |               |                      |                |                 | 11e                  | 11e            | 10e          |                 |  |              |
| 1956 |                 |               |                      |                |                 |                      |                | 18e          |                 |  |              |
| 1957 |                 | 38e           |                      |                | 4e              | 34e                  | 26e            | 12e          | 19e             |  |              |
| 1958 |                 |               | 50e                  | 58e            | 29e             | 91e                  |                | 18e          | 4e              |  |              |
| 1959 |                 |               |                      |                | 11e             |                      | 51e            |              | 6e              |  |              |
| 1960 | 92e             | 7e            | 26e                  | 52e            |                 |                      |                |              |                 |  |              |
| 1961 | 32e             |               | 9e                   | 17e            |                 |                      | 22e            |              |                 |  |              |
| 1962 |                 | 8e            |                      |                |                 |                      | Brons          |              |                 |  |              |
| 1963 | 71e             | 4e            |                      | 16e            |                 |                      | 54e            |              |                 |  |              |